# Wollastonite-2M
La wollastonite-2M è un ciclosilicato politipo della wollastonite-1A, chiamato comunemente parawollastonite contenente anelli di tetraedri di SiO4. Risulta la fase stabile del silicato di calcio al di sotto dei 1150 °C.